# Siefen (Overath)
Siefen ist ein Ortsteil von Marialinden in der Stadt Overath im Rheinisch-Bergischen Kreis in Nordrhein-Westfalen, Deutschland.

## Lage und Beschreibung
Siefen liegt zwischen der Vilkerather Straße (Kreisstraße 37) und der Landesstraße 360 nahe Landwehr. Der Ortsteil besteht vor allem aus Wäldern und Feldern. Einzelne Fachwerkhäuser und moderne Häuser wechseln sich ab. Die Straße Siefen zieht sich über 5 Kilometer durch den Ortsteil. Die einzige Kreuzung ziert ein denkmalgeschütztes Holzkreuz von 1883. Der Name Siefen geht auf Henricus dictus Oderscheit de Siphen zurück, der mit diesem Hof belehnt war.

## Geschichte
Die Topographia Ducatus Montani des Erich Philipp Ploennies, Blatt Amt Steinbach, belegt, dass der Wohnplatz bereits 1715 zwei Hofstellen besaß, die als Siefen beschriftet sind. Carl Friedrich von Wiebeking benennt die Hofschaft auf seiner Charte des Herzogthums Berg 1789 als Siefen. Aus ihr geht hervor, dass der Ort zu dieser Zeit Teil der Honschaft Miebach im Kirchspiel Overath war.
Der Ort ist auf der Topographischen Aufnahme der Rheinlande von 1824 als Sifen verzeichnet. Die Preußische Uraufnahme von 1845 zeigt den Wohnplatz unter dem Namen Siefen. Ab der Preußischen Neuaufnahme von 1892 ist der Ort auf Messtischblättern regelmäßig als Siefen verzeichnet.
1822 lebten 22 Menschen im als Hof kategorisierten Ort, der nach dem Zusammenbruch der napoleonischen Administration und deren Ablösung zur Bürgermeisterei Overath im Kreis Mülheim am Rhein gehörte und damals den Namen Sifen trug. Für das Jahr 1830 werden für den als Hofbezeichneten Ort 26 Einwohner angegeben. Der 1845 laut der Uebersicht des Regierungs-Bezirks Cöln als Hof kategorisierte Ort besaß zu dieser Zeit vier Wohngebäude mit 19 Einwohnern, alle katholischen Bekenntnisses. Die Gemeinde- und Gutbezirksstatistik der Rheinprovinz führt Siefen 1871 mit fünf Wohnhäusern und 25 Einwohnern auf. Im Gemeindelexikon für die Provinz Rheinland von 1888 werden für Siefen fünf Wohnhäuser mit 26 Einwohnern angegeben. 1895 besitzt der Ort sechs Wohnhäuser mit 25 Einwohnern und gehörte konfessionell zum katholischen Kirchspiel Marialinden, 1905 werden fünf Wohnhäuser und 23 Einwohner angegeben.

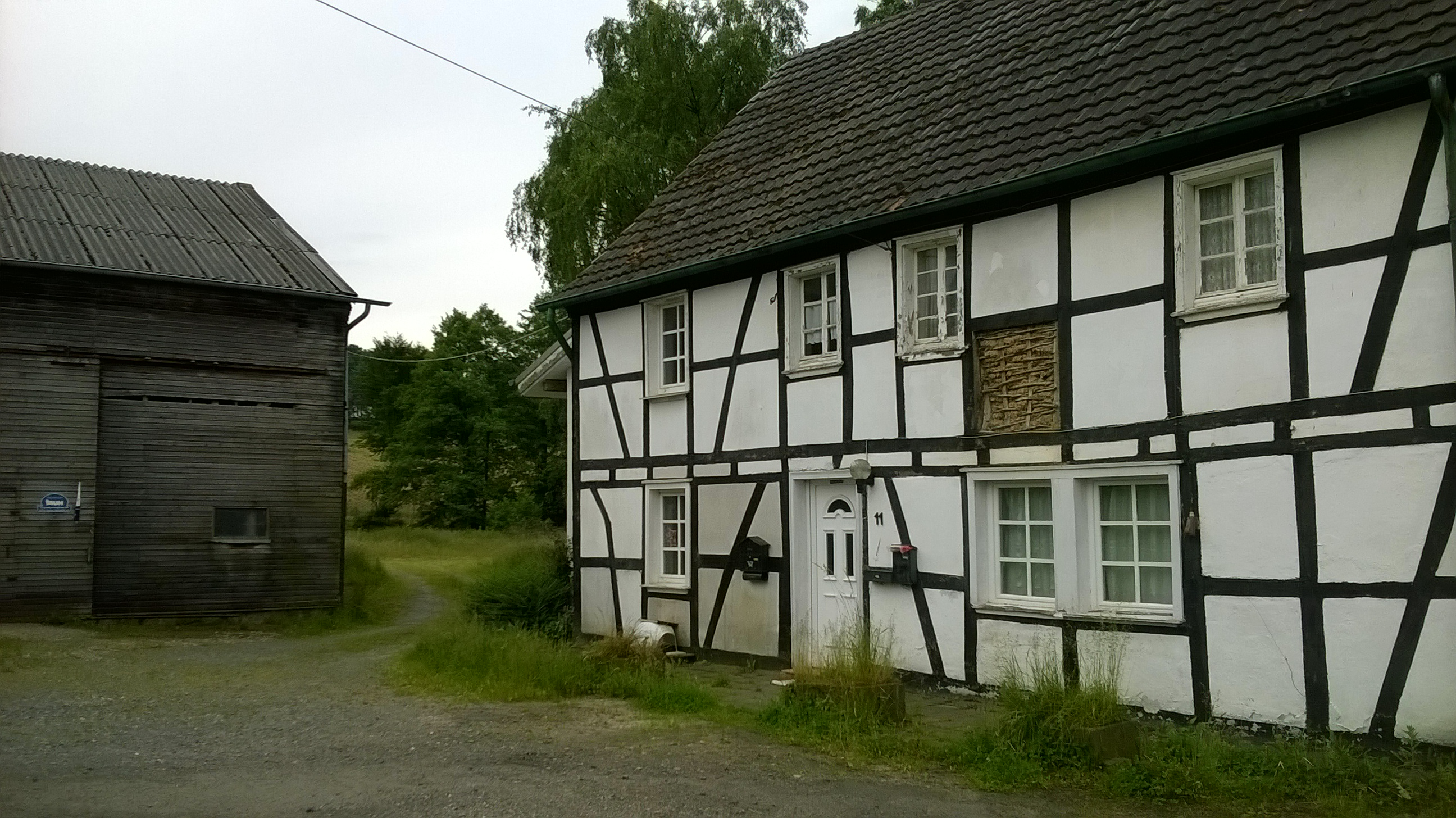
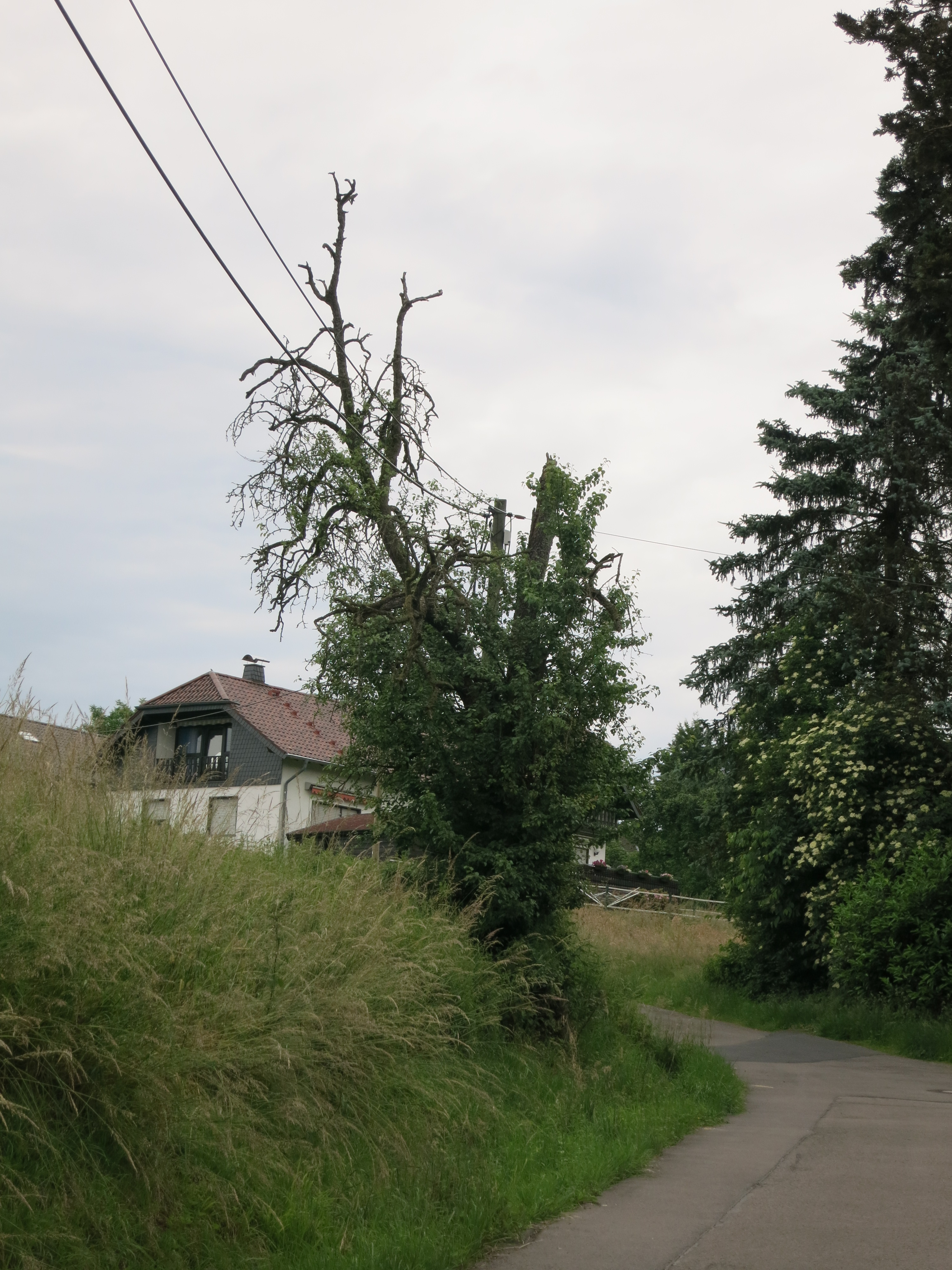
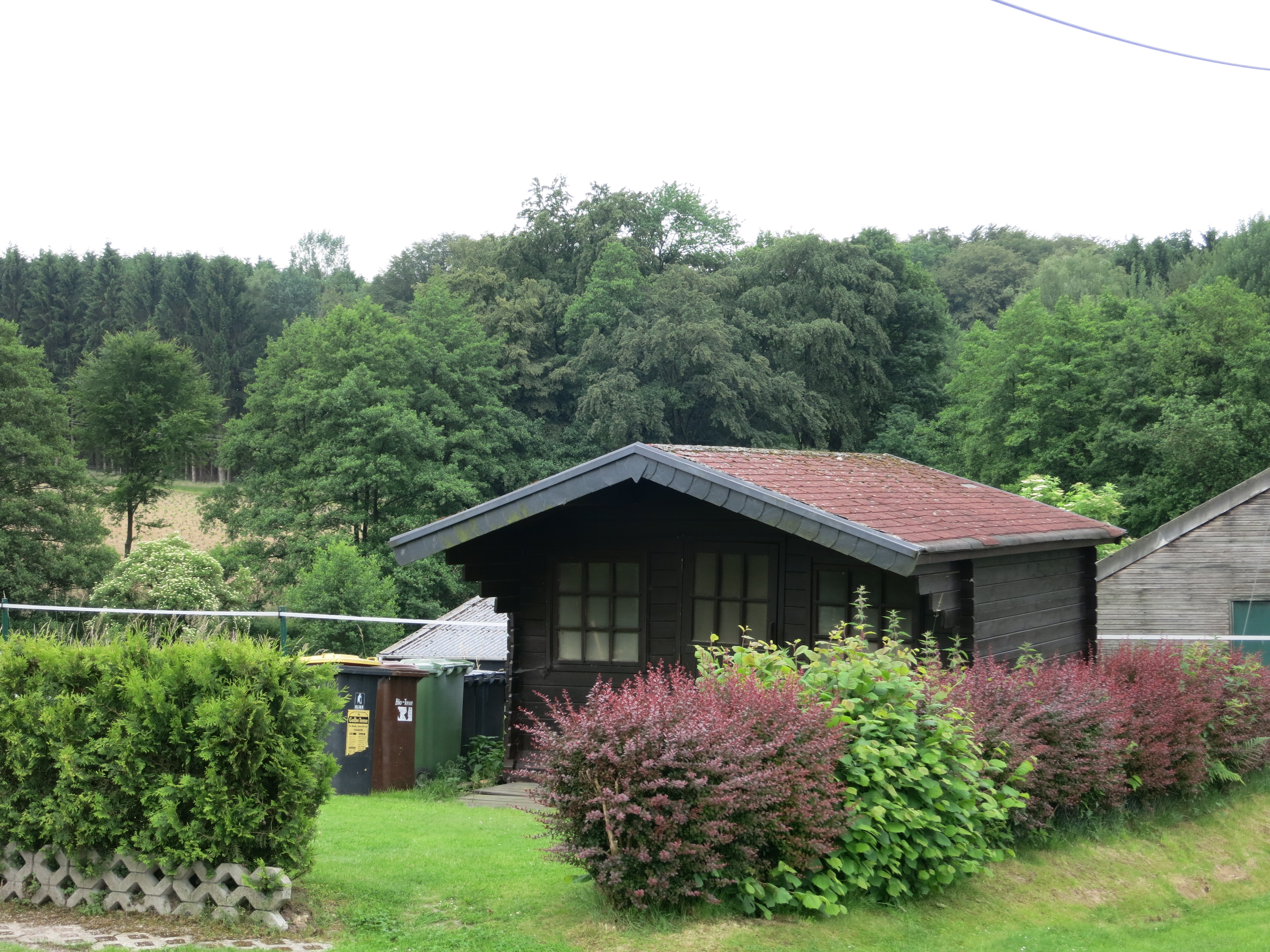
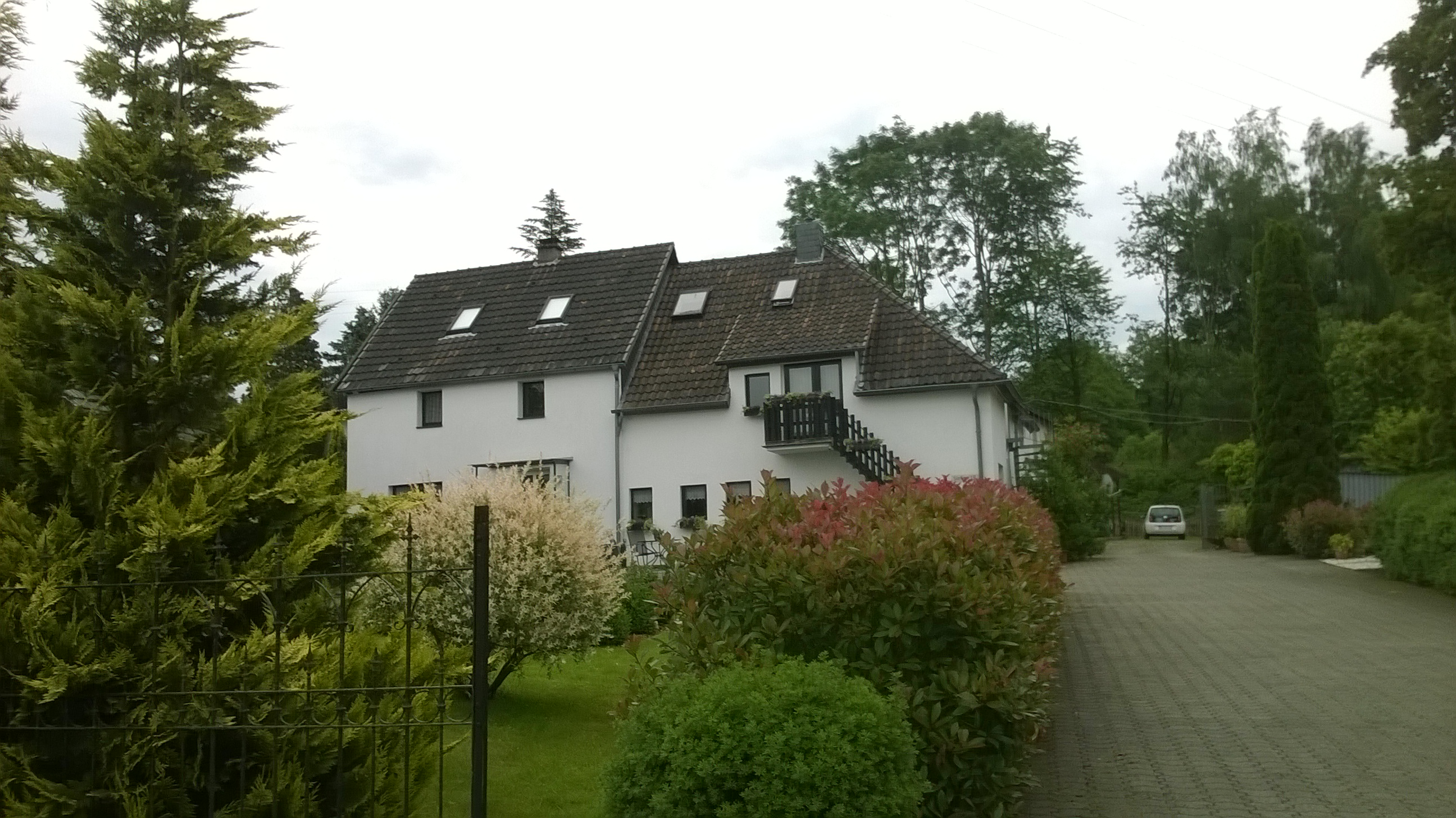